# Az Osztrák–Magyar Monarchia felelőssége az első világháború elindításában
A háború kitörésére már számos európai fővárosban számítottak. Bár az Osztrák–Magyar Monarchiát jogosan vádolták, hogy a július 23-án Szerbiának benyújtott ultimátumával és a július 28-i hadüzenetével jelentős szerepet játszott a világháború kirobbantásában, de ezek nem adtak magyarázatot Anglia, Franciaország és Oroszország, sőt Németország reakciójára sem, amely katonai szövetséges partnere volt a Monarchiának 1879 óta.

## Néhány gondolat az első világháborúról
Minden egyes állam előre meghatározott céllal lépett be a háborúba. A Monarchia Szerbia legyőzésével gátat akart vetni a szerbek délszláv törekvéseinek és a Monarchia területi destabilizációjának. A Szerbia elleni háború esetén számítottak arra, hogy Oroszország belép a háborúba, mert még 1914 nyarát megelőzően hadi készültségbe helyezte csapatait keleti katonai körzeteiben. Már a háború legkorábbi szakaszában egész államok felosztását tervezték: a Monarchia Szerbiát, Oroszország pedig a Habsburgok birodalmát akarta feldarabolni. A hadviselő felek a már működő katonai szövetségekre támaszkodtak. Míg az Antant valamennyi szövetséges partnere belépett a háborúba, addig a Központi hatalmaknak nem sikerült sem Olaszországot, sem Romániát csatlakozásra bírni. 
I. Ferenc József császárnak döntő szerepe volt a háború megindításában, és amíg élt, sem fegyverszünetről, sem külön békekötésről nem akart tárgyalni. Sem a szerbektől és az oroszoktól elszenvedett súlyos vereségek, sem pedig Galícia nagy részének elvesztése nem tántorították el a háború folytatásától, s ami 1914/15 telétől már csak német segítséggel történhetett. És ez az osztrák–német katonai szövetség lett a háború egyik meghatározó tényezője. A masszív német katonai segítségnek köszönhetően sikerült visszaszerezni Galíciát, és egy évre megállítani az orosz offenzívát. Német segítséggel győzték le Szerbiát, és a német haderő lengyelországi jelenléte tette lehetővé, hogy az 1915. május 23-i olasz hadüzenetet követően a k. u. k. seregek délnyugaton harcolhassanak. 
1916 szeptemberében a Monarchia hadserege újra harcképtelenné vált, s a keleti front összeomlását ismét csak jelentős német segítséggel lehetett elkerülni. Németország ezt követően a legfelső közös hadvezetés kölcsönösen elfogadott előírásaira hivatkozva a végső és kizárólagos parancsnoki hatalmat II. Vilmos császárnak  követelte, s amely kiterjedt valamennyi frontra, ahol k.u.k. csapatok harcoltak. Végül is a német császár döntési joga lett a háború folytatása vagy befejezése, s amivel Ferenc József császár egyetértett. 
A császár halála után IV. Károlynak szándékában állt megszüntetni a német vezetési fölényt, de ehhez fel kellett volna bontani a katonai szövetséget. Mivel a Monarchia nem csak politikai, de gazdasági téren is, elsősorban az élelmiszerellátásban, német segítségre szorult, a császár nem tudta rászánni magát erre a lépésre. A katonai sikerek után és Oroszország kilépésekor úgy tűnt, hogy a német, illetve osztrák–magyar végső győzelem elérhető közelbe került. 
A birodalom népei nagyon eltérő módon reagáltak a háborúra. A lelkesedés a Monarchia német nyelvű területein és Magyarországon volt a legnagyobb. 1914 őszén főleg a csehek és ruszinok lakta területeken enyhült az elzárkózó magatartás az elnyomó intézkedések  (polgári jogok felfüggesztése, kitelepítési kényszer) hatására. A front közeli területeken ezreket végeztek ki. A hadsereg legfelső parancsnoksága által követelt háborús szükségállapotot azonban mégsem vezették be Csehországban. A háború bizonyos fokú elutasításáról árulkodott azoknak a növekvő száma, akik eltitkolták valódi személyazonosságukat és megszöktek a seregből, főleg 1915 telén és tavaszán. Tömeges dezertálás, ami elsősorban osztrák–magyar jelenségnek látszott, mégis kizárólag orosz, és átmenetileg szerb hadszíntéren történt. 1917 végére az osztrák–magyar hadifoglyok száma elérte a két milliót, nagy részük orosz fogságba esett. A katonák Olaszországgal szembeni magatartásában nem észleltek változást sehol a Monarchia területén. A helyzet csak 1918-ban kezdett megváltozni, addigra már több mint nyolc millió férfi, és több mint 30 ezer nő tartozott az osztrák–magyar haderőhöz.
A Károly császár által 1917 május végén újra összehívott Birodalmi Tanács ülése után a képviselőházban is megjelent a háború befejezésének és a Németországhoz fűződő szoros szövetség felmondásának, sőt a birodalom feloszlatásának a gondolata is, amit már különböző emigráns csoportok is propagáltak. Valótlan lenne tőrdöfés-elmélettel magyarázni a Monarchia bukását. A fronton és a hátországban mindig is sajátos helyzetek és nézőpontok alakultak ki, és a szétesés folyamata párhuzamosan ment végbe. A caporettói áttörés sikere után sem kerültek közelebb a központi hatalmak a végső győzelemhez. 1918-ban a k.u.k. hadsereg több mint négy millió katonájának fele a birodalom területén tartózkodott munkaerőként. Katonaszökevényekre vadásztak, és főleg a lakosság mozgolódását igyekeztek féken tartani. Az 1916 őszén kitört éhínséget nem tudta enyhíteni az ukrán és román élelmiszer-behozatal sem.
1917. december 7-én az USA hadat üzent az Osztrák–Magyar Monarchiának, csatlakozott az antanthatalmakhoz, s a háború egyik fontos és egyre gyakrabban hangoztatott célja a Monarchia felosztása lett. Az utolsó osztrák–magyar offenzíva 1918 júniusában már két nap után meghiúsult. S ettől az időponttól számítva elkezdődött a birodalom szétesése. Ausztria–Magyarország elveszítette harcképességét, nem volt már közös perspektíva. Az egységes birodalmi identitás megszűnt, s ezt Károly császár is figyelembe vette, amikor 1918. október 16-án manifesztumot intézett a Monarchia népeihez,  és federációt ajánlott fel nekik. A Vittorio Venetó-i csatában a Monarchia végső vereséget szenvedett, november 3-án aláírták a Padova melletti Villa Giustiban a fegyverszünetet, de még érvénybe lépése előtt abbahagyták a harcot a k.u.k. csapatok. Ez idő alatt a Habsburg Birodalom győztes és legyőzött utódállamai kikiáltották függetlenségüket.

## A háborús felelősség kérdése
A háborús felelősség vizsgálatakor foglalkozni kell egyrészt a háború elindításának kérdésével, másrészt a konfliktusban részt vett államoknak és a politikai döntéssel rendelkező személyeknek a felelősségével. Németországban már a Fritz Fischer-vita óta a legapróbb részletekig feldolgozták ezt a problematikát. Ausztriában Franz Conrad von Hötzendorf megítélése állt és áll a felelősség kérdésének középpontjában. Ferenc József császár szerepe nyilvánvaló volt, mert a hadüzenettel háborút kezdett. De ez csak egy apró részecske volt az érdekek, szövetségek, várakozó álláspontok és félelmek átláthatatlan tömegében, amelyek rányomták bélyegüket a korszak politikai életére.
A háborús felelősség fogalma csak a retrospektív vizsgálódás fényében vált történelmi jelentőségűvé. Az elnevezést legelőször a Versailles-i békeszerződés 231. cikkében írták le hivatalosan, s amelynek értelmében Németország és szövetségesei, közöttük elsősorban az Osztrák–Magyar Monarchia felelősek az 1914-ben elkövetett, bűncselekménynek számító agresszióért, és kizárólag ezek az országok hibáztathatók a tömegek haláláért, a lerombolt városokért, országrészekért és infrastruktúrákért.
A napóleoni háborúk egy jó évszázaddal korábban új európai rendet kényszerítettek ki, de a Bécsi kongresszus egészen másképpen járt el. A győztesek és vesztesek egyenrangú felekként foglaltak helyet a tárgyalóasztal körül. A társadalmi elit olyan konszenzusra jutott, amely felülről jövő döntéssel alakította át Európát. Nem pártok, vagy parlamentek (s főleg nem „a nép”) voltak a tárgyaló felek. A nacionalizmus még csak születőben volt, a szociális kérdéseknek még nem volt politikát alkotó ereje. Az információ és híráramlás még akadályokba ütközött, az emberek térbeli és társadalmi mobilitása még jelentéktelen volt.
A hosszú 19. század 1914-ig tartott, és sok változást hozott. A modern kor  és a modernizáció folyamata során jelentősen visszaszorult az analfabetizmus, világvárosok születtek, nagy léptékű iparosodás kezdődött, és a világ megismeréséről beszélhetünk. A 19. század végén emberek, áruk, pénztőke, szolgáltatások, és mindenekelőtt információk áramlottak gyakorlatilag akadálytalanul az első valódi globalizációnak ebben a  szakaszában. Nem csak a világ változott, de a világot is más szemmel nézték. Az első világháború volt továbbá az első modern háború, amelyben a harcban álló államok teljes lakossága megpróbáltatásokon esett át. Mivel a háborút végül is a hátországban is meg kellett vívni, a lakosság szenvedésének enyhítése céljából olyan újfajta ellenségképet  alkottak, amit a média is jól terjeszthetett. Már nem csak területi követelésekről, dinasztikus hatalmi kérdésekről, hanem inkább a jó és a gonosz, a fehér és fekete szembeállításáról volt szó. Az ideológiai konfliktussá  alakított háborúnak a gonosz legyőzésével kellett végződnie, mert a gonosz provokációja és jogtalan hatalomvágya robbantotta ki a háborút. A legyőzött gonosz hibás egyedül a háborúért, és neki kell viselnie ezért a felelősséget.
Németország és szövetségesei háborús felelősségének valójában ez volt a mélyebben húzódó oka, s amelyet a történelemben először Párizsban fogalmaztak meg és rögzítettek. Ezzel a háborút emocionális okokra vezették vissza, s ez az egyértelmű felelősség áthárítás és ítélet kontraproduktívnak bizonyult. A vesztes államokban ez az interpretáció vezetett a revansista és revizionista politikai áramlatokhoz, s amelyek végül is összekapcsolták az első és a második világháborút. A második világháború után a nürnbergi perben és más háborús bűnöket tárgyaló perekben az egyéni felelősséget vizsgálták, és a háborús bűnösség megállapításakor csak személyeket és nem egész nemzeteket ítéltek el.
Ha a háborús felelősség kérdésével ma komolyan és tudományosan akarunk foglalkozni, gondosan szét kell választani a már említett két kérdést egymástól. Egyrészt elemezni kell az első világháborúhoz vezető utat. Elvitathatatlan a szarajevói merénylettől az első hadüzenetig (amit a Monarchia küldött Szerbiának) tartó eseménysorozat. Ez volt az „ajtónyitás”, amelynek azonban hosszú és összetett előtörténete volt és konkrét szövetségpolitikai keretfeltételek között történt. Egyesek prevenciós támadást sürgettek. Elképzelések születtek a hosszabb távra szóló világhatalmi átrendeződésre. Továbbá geopolitikai törekvések, a szárazföldi haderők és flották felfegyverzési politikája is mind közrejátszottak 1914 nyarán. A háború kitöréséért, és európai, majd világméretű konfliktussá szélesedéséért a felelősség közvetlen és megoszlik, s hogy ez a tény a központi hatalmakat is kifejezetten érinti, vitán felül áll.
Élesen el kell különíteni a háború kitörésének tudományos elemzésétől a háborús felelősség hatástörténetét (Wirkungsgeschichte), amely szerint a felelősség kérdése lényeges oka volt a demokráciaellenes, revizionista áramlatok megjelenésének, és egyes fiatal európai államok diktatúrává válásának. A háborús felelősség hatástörténete mindenesetre döntően  befolyásolta a 20. század politikai fejlődését. De ez a Párizs környéki béketárgyalások történetének részét képezi, amikor is stabil, új rendszert kíséreltek meg létrehozni egy modern világban, s ami minden kétséget kizáróan sikertelen volt. Oroszország kiválása a liberális kapitalista gazdasági és politikai rendszerből és a győztesek hatalmi igényei (amelyek éppenséggel önmagukban is ellentmondásosak voltak), akadályozták a tartós stabilizációt.